# Road to Revolution: Live at Milton Keynes
Road to Revolution is een livealbum van de alternatieve-rockband Linkin Park. Het werd op 29 juni 2008 opgenomen in de National Bowl in Milton Keynes als deel van de eerste Europese tournee, Projekt Revolution. Het werd op 24 november 2008 uitgebracht. In Europa verscheen het album wat eerder, op 21 november 2008. De tijdens het concert gespeelde "Leave Out All the Rest" werd ter promotie naar de radiostations gestuurd en ook digitaal uitgebracht.

## Achtergrond
Op 6 oktober 2008 maakte bandlid Mike Shinoda bekend dat er een live-cd zou worden uitgebracht, met daarop de optreden van Milton Keynes erop. In deze bericht, vermeldde Shinoda ook dat de fans de albumtitel mochten verzinnen in een speciaal daarvoor bestemde onderwerp op de forum van de band. Vanaf 8 oktober werden er vijf van de concepttitels in een poll op de band's website waar men een keuze uit mocht maken:
- Linkin Park: Midnight in Milton Keynes
- Sunset Revolution: Linkin Park Live in the UK
- Road to Revolution: Linkin Park Live
- Revolution in the Iron City: Linkin Park Live
- Revolution in the UK: Linkin Park Live

13 oktober maakte de band de titel bekend, samen met de verschijningsdatum en de tracklist. Het album werd als digipack (cd/dvd) uitgebracht.
De toer was onderdeel van de eerste Europese Projekt Revolution-toer, waar InnerPartySystem, The Bravery, Enter Shikari, N*E*R*D, Pendulum, en Jay-Z ook aan meededen. Na drie shows in Duitsland, werd in het Verenigd Koninkrijk de toer afgesloten. Dit concert was maanden van tevoren aangekondigd, waardoor het een grote anticipatie veroorzaakte.
Het was bovendien het eerste optreden van rapper Jay-Z en Linkin Park samen. Zij stonden al eerder samen op het podium tijdens de opnames van hun mash-upalbum Collision Course, een benefietconcert voor Music for Relief en op Live 8. Tijdens de tweede toegift van het concert, betrad Jay-Z het podium, en speelde hij samen de band twee nummers, waaronder de Grammy-winndende "Numb/Encore".
Het album is in ecovriendelijk en recyclebare stof verpakt en bevat een bijbehorende boekje met livefoto's ook bevat het album verborgen bonustracks.

## Uitgaven
Het concert zou oorspronkelijk op televisie worden uitgezonden door MTV, maar dit ging niet door. Later werd deze annulering opgehelderd door de bekendmaking van de cd/dvd-uitgave. Op 28 oktober 2008 werd een verkorte versie uitgezonden op de Japanse tv-zender WOWOW. Ter promotie werd de optreden van "Leave Out All the Rest" als single uitgebracht. De video ging op 23 oktober op muzieksite Yahoo! in première en de single werd 3 november in Nederland uitgebracht. Op 6 november werd de officiële trailer op internet geplaatst en een dag later werd "Breaking the Habit" op de MySpacepagina van de band gezet.

### Verschijningsdata
- : 21 november 2008
- : 24 november 2008

## Kerstcadeau
Op 25 december 2008 werd de hele etmaal door het concert gestreamd via de officiële website van de band. Consumenten die het album tijdens deze stream aanschafte, kregen een limited editie poster erbij. De dag ervoor kon men de live-uitvoering van "Leave Out All the Rest" downloaden op MP3 of MP4.

## Tracklist
De nummers "Papercut", "Somewhere I Belong" en "Wake 2.0", "Points of Authority" zijn in verband met de beperkte audioruimte op de cd niet meegenomen in de tracklist, terwijl deze wel werden gespeeld tijdens het concert in Milton Keynes. "Wake 2.0" is wel te zien op de dvd. Volgens de officiële mixer van de band, Ken van Druten, zijn deze tracks wel gemixt. De weggelaten tracks zullen wel beschikbaar worden gesteld voor het publiek. Echter, aan het einde van het concert op de dvd, na de credits, zijn de drie nummers wel te zien in een 'unlockte' gedeelte.

### Cd
1. "One Step Closer"[noot 1]
  - Met verlengde intro en outro
2. "From the Inside"[noot 2]
  - Met verlengde intro
3. "No More Sorrow"[noot 3]
  - Met de lange verlengde intro
4. "Given Up"[noot 3]
  - Met de outro
5. "Lying from You"[noot 2]
  - Stripped down-versie
6. "Hands Held High"[noot 3] (a capella)
7. "Leave Out All the Rest"[noot 3]
8. "Numb"[noot 2]
  - Met piano-outro
9. "The Little Things Give You Away"[noot 3]
  - Met piano-intro
10. "Breaking the Habit"[noot 2]
  - Met synth-outro
11. "Shadow of the Day"[noot 3]
12. "Crawling"[noot 1][noot 4]
  - Met Reanimation-intro
13. "In the End"[noot 1]
14. "Pushing Me Away"[noot 1] (pianoversie)
15. "What I've Done"[noot 3]
  - Met piano-intro
16. "Numb/Encore"[noot 5] (met Jay-Z, alleen eerste couplet en refrein)
17. "Jigga What/Faint"[noot 5] (met Jay-Z)
  - Met verlengde outro
18. "Bleed It Out"[noot 3]
  - Met uitgebreide verlengde outro

### Dvd
1. "One Step Closer"
2. "From the Inside"
3. "No More Sorrow"
4. "Wake 2.0"[noot 6]
5. "Given Up"
6. "Lying from You"
7. "Hands Held High" (a capella)
8. "Leave Out All the Rest"
9. "Numb"
10. "The Little Things Give You Away"
11. "Breaking the Habit"
12. "Shadow of the Day"
13. "Crawling"
14. "In the End"
15. "Pushing Me Away" (pianoversie)
16. "What I've Done"
17. "Numb/Encore" (met Jay-Z)
18. "Jigga What/Faint" (met Jay-Z)
19. "Bleed It Out"

### Verborgen dvd-inhoud
1. "Somewhere I Belong"[noot 2]
2. "Papercut"[noot 1]
3. "Points of Authority"[noot 1][noot 7]

1. 1 2 3 4 5 6  Afkomstig van het album Hybrid Theory
2. 1 2 3 4 5  afkomstig van het album Meteora
3. 1 2 3 4 5 6 7 8  afkomstig van het album Minutes to Midnight
4. ↑  Bevat elementen van het album Reanimation
5. 1 2  afkomstig van het album Collision Course
6. ↑  Remix van het "Wake". "Wake" staat op Minutes to Midnight.
7. ↑  Bevat elementen van Fort Minor's "There They Go" en "Petrified".

## Band
- Linkin Park:
  - Chester Bennington - Leadzanger, ritmische gitarist
  - Rob Bourdon - Drummer
  - Brad Delson - Leadgitaar
  - Dave "Phoenix" Farrell - Bassist, ritmische gitarist
  - Joseph Hahn - DJ, Sampling
  - Mike Shinoda - Achtergrondzang, MC, Keyboards, ritmische gitarist
- Jay-Z

## Hitnotering
| Road to Revolution: Live at Milton Keynes in de Album Top 100 - binnen: 29 november 2008 | Road to Revolution: Live at Milton Keynes in de Album Top 100 - binnen: 29 november 2008 | Road to Revolution: Live at Milton Keynes in de Album Top 100 - binnen: 29 november 2008 | Road to Revolution: Live at Milton Keynes in de Album Top 100 - binnen: 29 november 2008 | Road to Revolution: Live at Milton Keynes in de Album Top 100 - binnen: 29 november 2008 | Road to Revolution: Live at Milton Keynes in de Album Top 100 - binnen: 29 november 2008 | Road to Revolution: Live at Milton Keynes in de Album Top 100 - binnen: 29 november 2008 | Road to Revolution: Live at Milton Keynes in de Album Top 100 - binnen: 29 november 2008 | Road to Revolution: Live at Milton Keynes in de Album Top 100 - binnen: 29 november 2008 | Road to Revolution: Live at Milton Keynes in de Album Top 100 - binnen: 29 november 2008 | Road to Revolution: Live at Milton Keynes in de Album Top 100 - binnen: 29 november 2008 | Road to Revolution: Live at Milton Keynes in de Album Top 100 - binnen: 29 november 2008 |
| Week                                                                                     | 01                                                                                       | 02                                                                                       | 03                                                                                       | 04                                                                                       | 05                                                                                       | 06                                                                                       | 07                                                                                       | 08                                                                                       | 09                                                                                       | 10                                                                                       | uit                                                                                      |
| ---------------------------------------------------------------------------------------- | ---------------------------------------------------------------------------------------- | ---------------------------------------------------------------------------------------- | ---------------------------------------------------------------------------------------- | ---------------------------------------------------------------------------------------- | ---------------------------------------------------------------------------------------- | ---------------------------------------------------------------------------------------- | ---------------------------------------------------------------------------------------- | ---------------------------------------------------------------------------------------- | ---------------------------------------------------------------------------------------- | ---------------------------------------------------------------------------------------- | ---------------------------------------------------------------------------------------- |
| Nummer                                                                                   | 54                                                                                       | 77                                                                                       | 76                                                                                       | 84                                                                                       | 79                                                                                       | 80                                                                                       | 71                                                                                       | 81                                                                                       | 81                                                                                       | 98                                                                                       | uit                                                                                      |

| Nummer | 83 | 47 | 51 | 69 | 66 | 67 | 70 | 68 | 91 | 90 | 76 | 94 |

| Lijst (2008)              | Piek positie |
| ------------------------- | ------------ |
| Portugal                  | 5            |
| Frankrijk                 | 12           |
| Oostenrijk                | 14           |
| Zwitserland               | 16           |
| Italië                    | 17           |
| Spanje                    | 17           |
| Nieuw-Zeeland             | 17           |
| Australië                 | 24           |
| Noorwegen                 | 26           |
| Denemarken                | 38           |
| Amerikaanse Billboard 200 | 41           |
| België (Vlaanderen)       | 47           |
| België (Wallonië)         | 48           |
| Nederlandse Album Top 100 | 54           |
| Zweden                    | 54           |